# Меліата
Меліата (словац. Meliata) — село в окрузі Рожнява Кошицького краю Словаччини, історична область Гемера. Площа села 14,49 км². Станом на 31 грудня 2016 року в селі проживало 206 жителів.

## Історія
Перші згадки про село датуються 1243 роком.

## Населення
| Рік:            | 1994. | 2004.   | 2014.   | 2024.    |
| --------------- | ----- | ------- | ------- | -------- |
| Кількість осіб: | 241   | 223     | 206     | 169      |
| Різниця:        |       | -7,46 % | -7,62 % | -17,96 % |

| Рік:            | 2023. | 2024. |
| --------------- | ----- | ----- |
| Кількість осіб: | 169   | 169   |
| Різниця:        |       | +0 %  |